# HELLADS
HELLADS(헬라즈, High Energy Liquid Laser Area Defense System)는 미국 국방부 DARPA가 개발중인 방사포 방어용(C-RAM) 레이저포다. 레이저 출력 150 KW, 무게 750 kg을 목표로 개발중이다. 전투기나 험비 차량에 장착할 계획이다.

## 역사
DARPA가 미 군수업체 제너럴 아토믹스(General Atomics)와 함께 개발했다. 기존의 150kw 레이저포 보다 10배 작다.
HELLADS는 150kw급의 출력을 가진 전술레이저 무기다. 무게는 750kg에 불과하다. 사거리는 20km로 짧아 보이지만 눈에 보이지 않는 에너지가 빛의 속도로 발사된다.
2015년말 미국 아리조나 대학교는 기존의 레이저포 사거리를 11배 늘리는 기술을 개발하는데 성공했다. 미국 공군 연구소(AFRL, Air Force Research Laboratory)에 기술이전되었다. 기존에는 출력 100 kw인 경우 사거리는 고작 5 km이었는데, 55 km로 늘어나는 신기술이 개발된 것이다.
무게는 150kW 모듈이 750kg 정도이며 대형 냉장고 만한 공간만 있으면 설치가 가능하다. 따라서 AC-130 건쉽에는 충분히 들어갈 수 있고 B-1B 같은 대형 폭격기에도 탑재가능하다.

## 같이 보기
- 레이저 무기 시스템